# Parteiakademie
Parteiakademien oder parteipolitische Weiterbildungsorganisationen sind verschiedenen politischen Parteien in Österreich nahestehende Institutionen zum Zweck der politischen Bildung, die aus rechtlichen Gründen von den ihnen nahestehenden politischen Parteien getrennt sind. Parteien, die im Nationalrat mit mindestens fünf Abgeordneten (sogenannte Klubstärke) vertreten sind, werden vom Bund gefördert; die Förderung erfolgt über einen separaten Topf im Rahmen der staatlichen Parteienfinanzierung. Seit 2022 müssen laut Parteiengesetz Belege und Rechnungen sieben Jahre aufbewahrt werden.

## Liste der Parteiakademien

### Aktuelle Parteiakademien
| Institution                        | Partei | Gegründet | Förderung 2023 |
| ---------------------------------- | ------ | --------- | -------------- |
| Dr.-Karl-Renner-Institut           | SPÖ    | 1972      | € 2.211.100,44 |
| Politische Akademie der ÖVP        | ÖVP    | 1972      | € 3.176.409,78 |
| Freiheitliches Bildungsinstitut    | FPÖ    | 2006      | € 1.899.710,33 |
| Freda – die Grüne Zukunftsakademie | Grüne  | 2020      | € 1.775.154,28 |
| NEOS Lab                           | NEOS   | 2014      | € 1.432.625,17 |

### Ehemalige Parteiakademien
- Team Stronach Akademie (Team Stronach)
- Freiheitlichen Akademie (FPÖ bis 2006)[5]
- Zukunftsakademie Österreich (BZÖ)
- Bildungsverein – Offene Gesellschaft[6] (Liste Peter Pilz)
- Grüne Bildungswerkstatt (Grüne 1987 bis 2017)
- Liberales Bildungsforum (LiF)